# Deccan Chargers
Pour les articles homonymes, voir Chargers.
Les Deccan Chargers sont une franchise indienne de cricket basée à Hyderabad. Elle est fondée en 2008 lors du lancement de l'Indian Premier League (IPL), une compétition de Twenty20 fondée par la fédération indienne, le BCCI. Les Chargers remportent la deuxième saison de l'IPL, en 2009.

## Histoire
Le Board of Control for Cricket in India (BCCI) annonce en septembre 2007 la création de l'Indian Premier League, une compétition jouée au format Twenty20. En janvier 2008, le BCCI dévoile les propriétaires des huit franchises. Le groupe de presse Deccan Chronicle achète celle basée à Hyderabad pour 107 millions d'US$, ce qui en fait la troisième équipe la plus chère de la ligue.
Le 20 février, soixante-dix-sept internationaux ou anciens internationaux des principales nations du cricket sont « mis aux enchères » auprès des huit franchises : la franchise proposant le salaire le plus élevé pour un joueur l'embauche, dans la limite de cinq millions d'US$ en salaire annuel. Les futurs « Deccan Chargers » recrutent l'Australien Andrew Symonds pour le deuxième plus haut salaire de la première saison de l'IPL, 1,35 million d'US$ par saison. Outre Symonds, le club recrute en particulier des joueurs réputés pour être des batteurs agressifs.
Avec deux victoires en quatorze matchs, les Chargers finissent derniers de la saison inaugurale de l'IPL. Pour la deuxième, en 2009, Robin Singh est remplacé par Darren Lehmann en tant qu'entraîneur et V. V. S. Laxman par Adam Gilchrist en tant que capitaine. Après avoir fini quatrièmes de la saison régulière, ils remportent la finale face aux Royal Challengers Bangalore. Gilchrist est l'« homme de la série », R. P. Singh termine avec le meilleur total de guichets de la compétition. Cette victoire les qualifie pour la première édition de la Ligue des champions de Twenty20, fin 2009.

## Bilan

### Palmarès
- Indian Premier League : vainqueur en 2009.
- Trophée du meilleur joueur de l'IPL (1) :
  - Adam Gilchrist (2009).
- Casquette violette du meilleur total de guichets de l'IPL (2) :
  - R. P. Singh (2009).
  - Pragyan Ojha (2010).

### Bilan saison par saison
| Saison | Résultat final                                             | Classement saison régulière |
| ------ | ---------------------------------------------------------- | --------------------------- |
| 2008   | Éliminés au premier tour                                   | 8e sur 8                    |
| 2009   | Vainqueurs (finale contre les Royal Challengers Bangalore) | 4e sur 8                    |
| 2010   | 4e (petite finale contre les Royal Challengers Bangalore)  | 2e sur 8                    |

## Personnalités

### Capitaines et entraîneurs

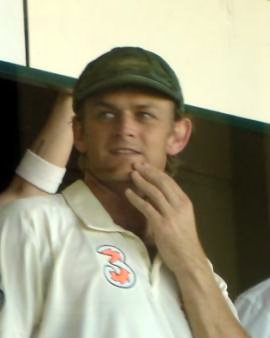
Adam Gilchrist, capitaine en 2009.

| Saisons | Capitaine(s)                    | Entraîneur     |
| ------- | ------------------------------- | -------------- |
| 2008    | V. V. S. Laxman, Adam Gilchrist | Robin Singh    |
| 2009    | Adam Gilchrist                  | Darren Lehmann |